# Fredy Schmidtke
Pour les articles homonymes, voir Schmidtke.
Fredy Schmidtke (né le 1er juillet 1961 à Worringen-Cologne et mort le 1er décembre 2017) est un coureur cycliste allemand.

## Carrière
Spécialiste du kilomètre sur piste, Fredy Schmidtke a été champion olympique de cette discipline lors des Jeux de 1984 à Los Angeles, et champion du monde amateurs en 1982. Lors des championnats du monde de 1983, il est déclassé de la troisième place du tandem en raison d'un contrôle antidopage positif à l'éphédrine.
Il meurt d'une crise cardiaque le 1er décembre 2017.

## Palmarès

### Jeux olympiques
- Los Angeles 1984
  -  Champion olympique du kilomètre

### Championnats du monde
- 1979
  -  Champion du monde de vitesse juniors
  -  Champion du monde du kilomètre juniors
- Brno 1981
  -  Médaillé d'argent du kilomètre amateurs
  -  Médaillé d'argent du tandem amateurs
- Leicester 1982
  -  Champion du monde du kilomètre amateurs
  -  Médaillé d'argent du tandem amateurs